# Фишбейн, Эрик
Эрик Фишбейн (швед. Erik Fischbein; 11 марта 1976, Мальмё, Швеция) — шведский футболист, полузащитник.
Родился в Швеции, в еврейской семье. Играл в «Хаммарбю» (1996—1997), «Мальмё» (1998—2002; забил 11 голов), «Треллеборгс» (2003—2004, 8 голов) и в «Хаммарбю» (2005—2006; 1 гол).
Лауреат награды «Ago-award» еврейского спортивного общества «Маккаби».